# つがる運輸区
つがる運輸区（つがるうんゆく）は、青森県弘前市にかつて存在した、東日本旅客鉄道（JR東日本）秋田支社の乗務員組織で、運転士・車掌が所属する組織である。
2020年（令和2年）のダイヤ改正により、青森運輸区、弘前運輸区、大館運輸区が統合してできた組織である。弘前駅隣接の事務所では五能線で使用される気動車の仕業検査が行われるほか、構内に留置線・転車台がある。弘前駅・大館駅における構内入換の信号・操車業務も行う。
2023年3月17日限りで廃止し、現在は弘前統括センター。

## 車掌乗務範囲
普通列車
- 奥羽本線：秋田 - 青森間
※ 大館 - 弘前 - 青森間が中心。
- 五能線：深浦 - 川部間
- 津軽線：青森 - 三厩間（2022年3月12日、全列車ワンマン化に伴い同線の車掌乗務廃止)

優等列車
- 特急つがる：秋田 - 青森間

臨時列車
- 快速リゾートしらかみ：深浦・鯵ヶ沢 - 弘前 - 青森間

## 運転士乗務範囲
- 奥羽本線：秋田 - 青森間
- 五能線：深浦 - 川部間
- 津軽線：青森 - 三厩間

## 沿革

### 弘前運輸区
- 1991年（平成3年）9月1日 - 秋田車掌区弘前支区と弘前運転区を統合し、弘前運輸区発足。
- 1994年（平成6年） - 秋田支社管内の車両基地統合に伴い車両配置がなくなる。

### 青森運輸区
- 1991年（平成3年）- 青森車掌区と青森運転所運転部門を統合し、青森運輸区発足。

### 統合発足後
- 2020年（令和2年）3月14日 - 弘前運輸区、大館運輸区、青森運輸区を統合し、つがる運輸区発足。事務所は弘前運輸区を引き続き使用する。
- 2022年（令和4年）3月12日 - 津軽線の全列車ワンマン化に伴い、同線の車掌乗務が廃止される。
- 2023年（令和5年）3月18日 - 弘前営業統括センターと統合し、弘前統括センター発足。当区は廃止。